# Sant Bartomeu de Vallbona d'Anoia
Sant Bartomeu de Vallbona d'Anoia és una església de Vallbona d'Anoia (Anoia) inclosa a l'Inventari del Patrimoni Arquitectònic de Catalunya.

## Descripció
És una església de planta basilical, la nau central fa 8,5m. D'ample, l'atri és porticar, no té absis. A l'entrada hi trobem el baptisteri i la sagristia i als costats de l'altar major un magatzem, a l'interior hi ha pilastres que separen els arcs que suporten les Bigues de la coberta i els biguetes que suporten el cel ras. Les capelletes laterals tenen sostre amb volta per aresta tapat. La coberta central és a dues aigües i els laterals a una.

## Història
Edificada al centre del poble, el rellotge havia estat col·locat en un temple destruït l'any 1936.
L'antiga església de Sant Bartomeu estava situada sobre una carena que dominava l'anoia. Fins al segle xiv fou sufragània de la de Piera i més tard de la de Cabrera no assolí la independència parroquial fins a l'any 1868.
L'actual església fou construïda aprofitant les pedres de l'anterior.